# 4640 Hara
4640 Hara este un asteroid din centura principală, descoperit pe 1 aprilie 1989 de Yoshio Kushida și Osamu Muramatsu.